# Huset Trpimirović
Trpimirović var namnet på en kroatisk adelsätt och ett kungahus som regerade Kroatien mellan 845 och 1091, med ett fåtal och kortvariga avbrott.
Ätten uppkallades efter Trpimir I som är den förste medlemmen som man känner till vid namn. De mest kända medlemmarna av ätten Trpimirović är: Tomislav I (den förste kroatiske kungen, krönt 925), Petar Krešimir IV och Dmitar Zvonimir. Ätten producerade fyra furstar och tretton kungar av Kroatien.

## Furstar avDalmatien
- Trpimir I (845-864)
- Zdeslav (878-879)
- Muncimir (892-910)
- Tomislav I (910-925)

## Kungar avKroatien
- Tomislav I (925-928)
- Trpimir II (928-935)
- Krešimir I (935-945)
- Miroslav (945-949)
- Mihajlo Krešimir II (949-969, gift med Jelena av Zadar)
- Stjepan Držislav (969-997)
- Svetoslav Suronja (997-1000)
- Krešimir III (1000-c. 1030)
- Gojslav (1000-c. 1020)
- Stjepan I (c. 1030-1058)
- Petar Krešimir IV (1058-1074)
- Dmitar Zvonimir (1075-1089)
- Stjepan II (1089-1091)